# Колумбія на зимових Олімпійських іграх 2018
Колумбія на зимових Олімпійських іграх 2018, що проходили з 9 по 25 лютого 2018 у Пхьончхані (Південна Корея), була представлена 3 спортсменами в 3 видах спорту.

## Спортсмени
| Вид спорту          | Чоловіки | Жінки | Всього |
| ------------------- | -------- | ----- | ------ |
| Гірськолижний спорт | 1        | 0     | 1      |
| Лижні перегони      | 1        | 0     | 1      |
| Ковзанярський спорт | 1        | 0     | 1      |
| Усього              | 3        | 0     | 3      |